# Borkhedi
Borkhedi es una ciudad censal situada en el distrito de Nagpur en el estado de Maharashtra (India). Su población es de 13294 habitantes (2011). Se encuentra a 48 km de Nagpur.

## Demografía
Según el censo de 2011 la población de Borkhedi era de 13294 habitantes, de los cuales 7008 eran hombres y 6286 eran mujeres. Borkhedi tiene una tasa media de alfabetización del 91,50%, superior a la media estatal del 82,34%: la alfabetización masculina es del 94,04%, y la alfabetización femenina del 88,64%.